# Baie des Gonaïves
La baie des Gonaïves est une baie située au nord-est du golfe de la Gonâve à Haïti et au fond de laquelle se trouve la ville des Gonaïves. 

## Géographie
La baie des Gonaïves est ouverte vers l'ouest et s'étend entre la pointe des Gonaïves et celle de Lapierre. Elle abrite la ville du même nom. Sa profondeur peut atteindre 6 000 mètres permettant aux navires de forts tonnages de pouvoir accoster dans la ville portuaire des Gonaïves.
La baie des Gonaïves est formée par plusieurs baies secondaires. La principale d'entre elles, se situant au sud sous le nom de baie Grammont. 
- La baie Grammont occupe une superficie de 4 km². Elle reçoit les eaux de la rivière La Quinte qui a son embouchure sur la rive orientale et marécageuse de la baie.
- La baie Carénage est située le long de la ville des Gonaïves. Elle est le lieu portuaire de la ville avec ses quais et ses entrepôts.
- La baie Lefèvre, est située au nord de la baie des Gonaïves. Elle est la plus petite.